# Otakar Klapka
Otakar Klapka (27. dubna 1891 Raná – 4. října 1941 Ruzyně) byl český právník, politik a odbojář. Odborník na správní právo a později dlouholetý poslanec Československé strany socialistické se stal ke sklonku druhé republiky pražským primátorem. Kvůli spolupráci s čs. odbojem byl v roce 1940 německými okupanty zatčen a o rok později popraven.

## Život
Narodil se do rodiny Jana Klapky, učitele v Rané, a jeho manželky Terezie, roz. Chlumecké. Oba rodiče pocházeli z vážených měšťanských rodin ve Skutči. Vystudoval gymnázium a poté Právnickou fakultu Univerzity Karlovy. Po úspěšných studiích absolvoval notářskou praxi a pracoval jako advokátní koncipient. Byl také na stáži na Sorbonně a jako právní vědec se věnoval územní samosprávě. Podílel se na přípravě Ústavy z roku 1920 i na vzniku zákona o organizaci politické správy, který byl proveden v roce 1928 (znamenal vytvoření čtyř zemí v rámci Československa).
Od roku 1909 byl členem České strany národně sociální, za tuto stranu byl poprvé v roce 1925 zvolen poslancem Poslanecké sněmovny, kdy ale nastoupil až v roce 1928 coby náhradník za mandátu zbaveného Jiřího Stříbrného. Po rozpuštění zastupitelstva hlavního města Prahy v únoru 1939 se stal předsedou správního výboru a po zahájení německé okupace nastoupil na post pražského primátora. Jeho náměstkem byl jmenován sudetoněmecký historik Josef Pfitzner, který zastupoval zájmy nacistů. Klapka navenek spolupracující s okupanty postupoval zejména metodou pasivní rezistence, kdy doslovným lpěním na předpisech a průtahy zdržoval například odstranění nepohodlných pomníků, přejmenování ulic či zavedení němčiny jako úřední řeči na magistrátu. Klapka také zařazoval bývalé důstojníky československé armády na různá důležitá místa na magistrátu, rovněž z magistrátních peněz finančně podporoval pozůstalé rodiny po popravených odbojářích. Byl též v čilém kontaktu s přední postavou odboje, generálem Aloisem Eliášem.
V létě 1940 začalo na pražském magistrátu zatýkání a 9. července došlo i na Klapku. Poté byl přes rok vězněn a mučen v různých českých i německých věznicích, nakonec byl na pokyn K. H. Franka odsouzen k trestu smrti a po nástupu Reinharda Heydricha do funkce zastupujícího říšského protektora 4. října 1941 v Ruzyňských kasárnách popraven. Dvě hodiny před popravou jej v podzemí Petschkova paláce vyzpovídal převor maltézských rytířů F. W. Bobe, jenž byl ovšem zároveň udavačem gestapa a zpovědní tajemství vyzrazoval.
Jeho mladší bratr Jiří (1900–1976) byl profesorem deskriptivní geometrie na Vysoké škole technické v Brně.